# 28 Years Later
28 Years Later ist ein britisch-US-amerikanischer Endzeit-Horror-Thriller aus dem Jahr 2025, bei dem Danny Boyle Regie führt, nach einem Drehbuch, das er gemeinsam mit Alex Garland verfasst hat. Er wurde von Columbia Pictures, DNA Films und Decibel Films produziert und ist die Fortsetzung von 28 Days Later (2002) und 28 Weeks Later (2007). In den Hauptrollen sind Aaron Taylor-Johnson, Alfie Williams, Ralph Fiennes und Jodie Comer zu sehen.
28 Years Later wurde in Deutschland und Österreich am 19. Juni und in den Vereinigten Staaten am 20. Juni 2025 von Sony Pictures Releasing veröffentlicht.

## Handlung
Der Film beginnt mit einem Prolog, der in den schottischen Highlands spielt. Nachdem der hochansteckende „Wut-Virus“ aus einem medizinischen Forschungslabor entwichen ist, tauchen Infizierte auf und greifen die hier lebenden Menschen an. Der kleine Jimmy muss miterleben, wie seine Mutter und seine Tante sterben. Er flüchtet sich in die Kirche des Ortes, in der sich sein Vater, der Pfarrer, aufhält. Für ihn sind die Ereignisse weniger schlimm, denn er betrachtet sie als Teil der Erlösung. Nachdem er von seinem Vater ein Kreuz zum Umhängen bekommen hat, gelingt es Jimmy zu flüchten.
28 Jahre später haben Überlebende Wege gefunden, inmitten der Infizierten zu überleben.  Eine Gemeinschaft von Überlebenden hat auf der kleinen Gezeiteninsel Lindisfarne vor der nordostenglischen Küste Zuflucht gefunden. Mit dem Festland verbunden ist das Eiland durch einen streng bewachten Damm, der bei Flut unter Wasser steht. Als ein Mitglied der Gemeinschaft, Jamie, zusammen mit seinem Sohn Spike die Insel verlässt, um für den Initiationsritus von Spike auf dem Festland Infizierte zu jagen, macht der Junge seine ersten Erfahrungen mit den Wundern, Schrecken, Mutationen und Geheimnissen der Außenwelt.
Nach der Rückkehr auf die Insel bekommt Spike mit, dass sein Vater ein Liebesverhältnis mit Rosie hat, während Isla, dessen Frau und Spikes Mutter, krank ist und ihr Haus nicht verlassen kann. Obwohl der Junge von Sam erzählt bekommen hat, dass es einen Arzt gibt, der in der Gegend lebt, in der er mit seinem Vater war, behauptet dieser, dass das nicht stimmt. Um medizinische Hilfe für seine Mutter zu finden, überredet Spike sie, gemeinsam mit ihm den Arzt aufzusuchen. Mit einem Trick gelingt es ihnen, unbemerkt die Insel zu verlassen.
Auf dem Wege dorthin treffen sie zunächst Erik. Er ist ein schwedischer Matrose und der letzte Überlebende eines Schiffsunterganges vor der Küste. Er hilft ihnen, sich gegen Infizierte zu wehren. Später stoßen die drei in einem stillgelegten Zug auf eine Infizierte, die gerade dabei ist, ein Kind zu gebären. Das Baby überlebt, Erik aber erschießt die Mutter, weil sie die anderen angreifen will. Wenig später wird er selbst von einem Infizierten getötet. Nachdem die zwei schließlich beim Arzt Ian Kelson angekommen sind, erklärt er ihnen, dass das Baby gesund ist. Es stellt sich heraus, dass Isla unter Krebs im Endstadium leidet. Alles, was er für sie tun kann, ist, ihr einen schmerzlosen Tod zu ermöglichen.
Nun verlässt Spike ihn, nimmt aber das Baby mit. Er kehrt kurz zur Insel zurück, um vor dem Tor einen Korb abzustellen. In diesem sind das Baby sowie ein Zettel mit den jüngsten Ereignissen. Auf diesem steht auch, dass das Baby Isla heißt. Spike verlässt die Insel wieder, um den Kampf gegen die Infizierten aufzunehmen. Nachdem er kurz davor steht, zu scheitern, da er sich zu viele vorgenommen hat, wendet sich eine Gruppe jüngerer Erwachsener an ihn. Es stellt sich heraus, dass ihr Leiter der ehemalige kleine Junge aus dem Prolog ist, der mittlerweile als Sir Jimmy auftritt. Er bietet Spike an, sich ihnen anzuschließen.

## Produktionsgeschichte

### Entwicklung
Fox Atomic erklärte im Juni 2007, dass sie die Produktion eines dritten Films in Betracht ziehen würden, wenn die DVD-Verkäufe des Films gut liefen.
Im Juli 2007 gab Boyle bekannt, dass er eine mögliche Geschichte für den nächsten Film habe: „Es gibt eine Idee für den nächsten, etwas, das die Geschichte vorantreiben würde. Ich muss darüber nachdenken, ob es richtig ist oder nicht.“
Als Garland – Drehbuchautor von 28 Days Later – im Oktober 2010 gefragt wurde, wie es mit 28 Months Later weitergeht, erklärte er: „Ich werde das ganz ehrlich beantworten. Als wir 28 Days Later gemacht haben, wurden die Rechte zwischen einer Gruppe von Leuten eingefroren, die nicht mehr miteinander reden. Und so wird der Film nie zustande kommen, wenn diese Leute nicht wieder anfangen, miteinander zu reden. Es gibt kein Drehbuch, soweit ich weiß.“
Im Januar 2011 sagte Boyle: „Es gibt eine gute Idee dafür, und sobald ich [meine Bühnenproduktion von] Frankenstein auf die Beine gestellt habe, werde ich anfangen, ein bisschen mehr darüber nachzudenken.“
Am 13. April 2013 erklärte Boyle: „Es ist 40/60 ob [eine Fortsetzung] geschieht oder nicht. Aber wir haben eine Idee, wo es spielen soll und worum es gehen könnte.“ Auf die Frage, ob er diese Idee teilen wolle, lachte er und sagte: „Nein, weil sie dann in The Walking Dead landen.“
Am 14. Januar 2015 erklärte Garland: „Wir haben gerade angefangen, ernsthaft darüber zu sprechen. Wir haben eine Idee. Danny [Boyle] und [Produzent] Andrew [Macdonald] und ich haben ziemlich ernsthafte Gespräche darüber geführt, also ist es eine Möglichkeit. Es ist kompliziert. Es gibt eine ganze Reihe von Gründen, warum es kompliziert ist, die langweilig sind, so dass ich nicht darauf eingehen werde, aber es gibt eine Möglichkeit. Es ist wahrscheinlicher, dass es 28 Monate sind als 28 Jahre. 28 Monate gibt dir einen Ort mehr, an den du gehen kannst“.
Im Oktober 2015 äußerte sich Boyle: „Es ist das Übliche: es geht nicht darum, ob Leute denken, dass du als Regisseur fungieren solltest, sondern es geht darum, ob das Drehbuch ansprechend ist oder nicht.“ Zum Drehbuch legt er offen: „Es ist noch lange nicht fertig, aber es wurde bereits einige Arbeit investiert. Es befindet sich momentan noch in einem Prozess und ich hätte keine Hemmung, daran beteiligt zu sein. Es ist faszinierend, was mit dem Zombie-Genre passiert ist, seit wir den ersten Film gemacht haben.“
Im Juni 2019 bestätigte Boyle, dass er und Garland sich kürzlich getroffen hatten, um einen dritten Film zu besprechen und mit den Vorbereitungen zu beginnen.
Im März 2020 bekundeten Imogen Poots und im Mai 2021 ebenso Cillian Murphy Interesse an der Wiederaufnahme ihrer Rollen.
Im Januar 2024 wurde bekannt gegeben, dass sich ein dritter Film mit dem Titel 28 Years Later offiziell in der Entwicklung befindet; das Projekt soll der erste Teil einer neuen Trilogie von Fortsetzungen sein. Boyle wird bei der ersten Folge Regie führen, das Drehbuch stammt von Garland, der auch die Drehbücher für die geplanten Fortsetzungen schreiben wird. Boyle, Garland, Andrew Macdonald und Peter Rice werden als Produzenten fungieren. Im Februar desselben Jahres äußerte sich Murphy wohlwollend über seine mögliche Beteiligung an dem Projekt. Im März 2024 bestätigte Garland, dass er eine Trilogie von Fortsetzungsfilmen schreibt. Im darauffolgenden Monat erklärte er zudem, dass das sozialkritische britische Filmdrama Kes (1969) einen großen Einfluss auf seine Arbeit an 28 Years Later hatte. Murphy wurde später im selben Monat als ausführender Produzent bekannt gegeben.

### Casting
Im April 2024 wurden Jodie Comer, Aaron Taylor-Johnson und Ralph Fiennes für die Hauptrollen gecastet, während Jack O’Connell im darauffolgenden Monat, Erin Kellyman im Juni und Edvin Ryding im Juli zur Besetzung hinzustießen.

### Dreharbeiten
Die Dreharbeiten – bei denen Anthony Dod Mantle als Kameramann fungierte – begannen am 7. Mai 2024 und endeten am 29. Juli 2024.
28 Years Later wurde insbesondere mit einem iPhone 15 Pro Max – mit Hilfe zahlreicher spezieller Aufsätze – gedreht und ist damit der höchstbudgetierte Film, der je mit einem Smartphone inszeniert wurde.

## Synchronisation
Die deutschsprachige Synchronisation entstand bei Iyuno Germany nach einem Dialogbuch und unter der Dialogregie von Elisabeth von Molo.
| Rolle          | Darsteller           | Synchronsprecher  |
| -------------- | -------------------- | ----------------- |
| Jamie          | Aaron Taylor-Johnson | Marius Clarén     |
| Spike          | Alfie Williams       | Melina Witez      |
| Dr. Ian Kelson | Ralph Fiennes        | Udo Schenk        |
| Isla           | Jodie Comer          | Lena Schmidtke    |
| Jimmys Vater   | Sandy Batchelor      | Sven Gerhardt     |
| Rosey          | Amy Cameron          | Josephine Schmidt |
| Sam            | Christopher Fulford  | Gerald Schaale    |

## Rezeption
Auf dem Internetmagazin Kino-Zeit bewertet Stephan Fasold 28 Years Later positiv und ordnet ihn eher als „eine Coming-of-Age-Geschichte vor dem Hintergrund der Apokalypse als ein politischer Kommentar auf thematisch naheliegende Ereignisse wie die COVID-19-Pandemie oder den Austritt Großbritanniens aus der Europäischen Union“ ein, auch wenn „das Abgeschottetsein, die Angst vor dem Anderen und das daraus resultierende Rückbesinnen auf alte Traditionen und Werte als Bezug zur aktuellen Situation deuten“, so liegen die Schwerpunkte es Films auf anderen Aspekten: „Was uns … mit Hilfe von Dr. Kelson präsentiert wird, ist ein frischer Blick auf das Leben, den Tod und die Frage, wie man in einer solchen [postapokalyptischen] Umgebung nicht selbst zum Monster wird.“ Christoph Petersen bewertet den Film auf Filmstarts mit vier von fünf Punkten und resümiert: „28 Years Later fügt zwar dem Endzeit-Zombie-Genre inhaltlich nichts grundlegend Neues hinzu, trotzdem macht der Film – speziell mit seinem inszenatorischen Einfallsreichtum und einem konsequenten Gore-Level – definitiv Lust auf mehr.“
Von den bei Rotten Tomatoes aufgeführten Kritiken sind 89 Prozent positiv. Bei Metacritic erhielt der Film einen Metascore von 78 von 100 möglichen Punkten.

## Fortsetzungen
Im April 2024 trat die US-Filmregisseurin Nia DaCosta in frühe Verhandlungen ein, um den zweiten Film der neuen Trilogie von Fortsetzungen zu inszenieren, während Boyle, Garland, Macdonald, Rice und Bellew abermals als Produzenten beteiligt sind. Im darauffolgenden Monat wurde bestätigt, dass DaCosta für das Projekt als Regisseurin unterzeichnet hat. Die Dreharbeiten zu 28 Years Later: The Bone Temple begannen direkt nach Abschluss der Produktion von 28 Years Later. Im Dezember 2024 wurde der 16. Januar 2026 als Veröffentlichungstermin bekannt gegeben.
Ein geplanter dritter Teil sei nach Aussage von Danny Boyle mit Stand vom Mai 2025 noch nicht finanziert.